# الهندسة المعمارية في تركيا
اتضحت معالم الهَنْدَسَةُ المِعْمَارِيَّةُ في تُرْكِيَا خلال فترة الجمهورية التي أُسست عام 1923 بعد سقوط الدولة العثمانية. تكوّنت التطبيقات المعمارية في تركيا من التيارات المعمارية المنتشرة في فترات معينة وكرد فعل للصراعات والمشاكل التي وجدت طوال فترة الجمهورية. كانت هذه التناقضات المعضلة في الفترات الأولى من الجمهورية حول جدول الأعمال بين الشرق والغرب تؤثر بشكل كبير على العمارة التركية، كما تأثرت بتناقضات ما بين الدولية والعالمية، التقليدية والمعاصرة، الدينية والعلمانية. فقطعاً لا يمكن لهذه الفترات أن تنفصل عن بعضها البعض فبعض هذه التيارات يستمر فترة معينة من الزمن حتى يكون متداخلاً مع التيارات الأخرى. وقد قدم المعماريون الأتراك البارعون أو الممثلون لمدرسة معينة لهذه الفترة والمتميزون في هذه الفترات أعمالًا لها طابع مختلف. أعطي المجتمع المدني المنتشر والمؤثر في الأعوام الأولى لإنشاء تركيا وعدم وجود البرجوازية الدعم للعمارة التركية، لهذا كان المعماريون في فترة الدولة العثمانية صاحبة المحتوي النخبوي متصلين بالقصر وأيضا في الفترة الجديدة ظلوا متصلين بحكم الدولة بنفس الطريقة. بدأت الحالة في التغيير بعد عام 1950 مع تقدم القطاع الخاص وإعطاء وجهة للعمارة.
تأثرت العمارة التركية في فتراتها الأولى بالعمارة العثمانية ويمكن ملاحظة الآثار المترتبة علي الحركة المعمارية الأولى خاصة في فترة العشرينات. وفي فترة الثلاثينات والأربعينات، دعوا المعماريين الذين كانوا من أصول أجنبية وأكثرهم من سويسرا وأستراليا وألمانيا بإنشاء أعمال عامة لأهداف مختلفة، وبعد الحرب العالمية الثانية وقد تم عزل تركيا عن العالم الخارجي بدايةً من عام 1940 حتى الخمسينات كانت الحركة المعمارية الوطنية الثانية فعالة في هذه الفترة. وقد كانت هذه الفترة متوازية مع نهاية حكم الحزب الواحد في تركيا، ويمكننا القول أن تطبيقات العمارة في تركيا تأثرت بشدة بالتيارات المعمارية الحديثة الآتية من الخارج من الثقافة المعمارية المحلية، وبسبب تأثير المقاولين والدولة في المراحل الأولى فقد زاد القطاع الخاص في العمارة التركية اعتباراً من عام 1980 ووجد المعماريون الفرصة لتصميم وتطبيق أعمالهم وإيجاد هويتهم الثقافية والمدنية كما ظلوا يبحثون عن إجابات لأسئلتهم في سياقات وأزمنة مختلفة. ومن أهم النقاط في الهندسة المعمارية في تركيا والتي يجب أخذها بعين الاعتبار هي التوازي بين التقدم المؤثر في الهوية الشكلية لجميع المدن وهيمنة المدن والزحف العمراني.

## الحركة المعمارية الدولية الأولى والتحديث في العشرينات والثلاثينات
هي المفهوم المعماري للجمهورية التركية التي تأسست كدولة عام 1923 والتطورات الاجتماعية والسياسية وأبحاث الهوية الواجبة خاصة الحركة القومية التي بدأ تطورها في الفترات الأخيرة من الدولة العثمانية. ونتيجة لذلك أُعطي اسم الحركة المعمارية الوطنية الأولى لهذا النمط المعماري الذي ظهر، وفي هذه الفترة أيضاً أُنشئت أعمال متوافقة مع الأساليب المعمارية الحديثة.
وفي الثلاثينات من القرن التاسع عشر تم إعادة هيكلة التعليم المعماري وكان من المهم أيضاً في التعليم المعماري في تركيا ظهور أول مجلة للهندسة المعمارية في عام 1931 وسميت ب اركيناركي، وفي عام 1931م ظهرت مجلة معمارية من طرف ذكي سيار وعابدين مورتاس وعبد الله ضياء كازان اوغلو وبعد ذلك سميت باسم اركيتيكت واستمر نشرها حتى عام 1981م.
وإحدى أهم التطورات المتعلقة بالهندسة المعمارية لهذه الفترة: في عام 1926 المدرسة الصناعية النفيسة وتقع في مدينة إسطنبول ونقلت الي قصر السلطان جميل، وحتى هذه الفترة استمر التعليم في هذه المدرسة في مجالات العمارة العثمانية التقليدية وعصر النهضة، واعتباراً من عام 1926 تم بدء إعطاء التعليم المعماري الحديث، وإحدى أهم التقدمات التي حدثت في هذه الفترة هي تخرج أول معمارية تركية من أكاديمية الفنون الجميلة عام 1934.

### الحركة المعمارية الوطنية الأولى
يعد المعماري كمال الدين ووداد تك في القيادة والمركز الأول في هذا الصدد المسمى بالكلاسيكية الجديدة للطراز التركي أو النهضة المعمارية الوطنية، ولكن في النهاية أعطيت اسم الحركة المعمارية الوطنية الأولى، ويتميز أسلوب هذا المعماري بأنه محلي وأيضا كلاسيكي وتم إعطاء مكانة للديكورات والعناصر المعمارية في المباني العثمانية، وعلى العكس من العمارة العثمانية الكلاسيكية والتي اُستخدم فيها القبة فقط في المباني الدينية تم استخدام عناصر معمارية جديدة مثل الطرر (الأهداب) في المباني العامة في فترة الحركة المعمارية الأولى، ولكن بقي تأثير هذه الحركة محصوراً على المباني العامة، وأُعطيت هذه الحركة أسماء مثل «إحياء العثمانية» و«العثمانية الجديدة».

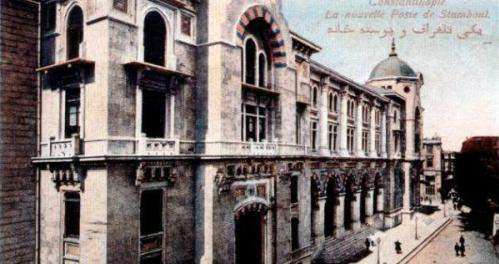
دار البريد الكبير الذي صممه وداد تك (1905-1909)

وادعى أن يكون سبب وجود أشكال عصرية جديدة من أساليب الإنتاج الصناعي الجديد (المواد المسبقة الصُنع، الصلب، الخرسانة، الزجاج ومكوناتها مثل المواد الاصطناعية الجديدة، ولم يكن يوجد هذا في الفترة المبكرة من مرحلة الجمهورية. وقد كان من الاقتصادي والمنطقي إيجاد الأسقف المسطحة وتقنيات العوازل في أنقرة وإسطنبول والمناطق الشمالية طبقاً للظروف المناخية، ولا تزال المباني المصنوعة من الطوب أو الحجارة الخاصة بتقاليد فترة زمنية محددة موجودة حتى الآن، ولم يكن من المنطقي أن تكون بها فتحات كبيرة وخزانات واسعة، والنتيجة أن الفترة الأولى من الجمهورية كانت تتميز مبانيها الحديثة المشهورة بطابع معماري معروف وأغلبها على الطراز الدولي وقد أعطت مفهوم للقواعد الجمالية الحديثة. وفي معظم الحالات فقد استخدمت الأشكال الحديثة (المدرجات، الخزانات، الزوايا المستديرة) مع المواد التقليدية فظهرت أساليب البناء التقليدية والمباني الهجينة جنباً إلى جنب.

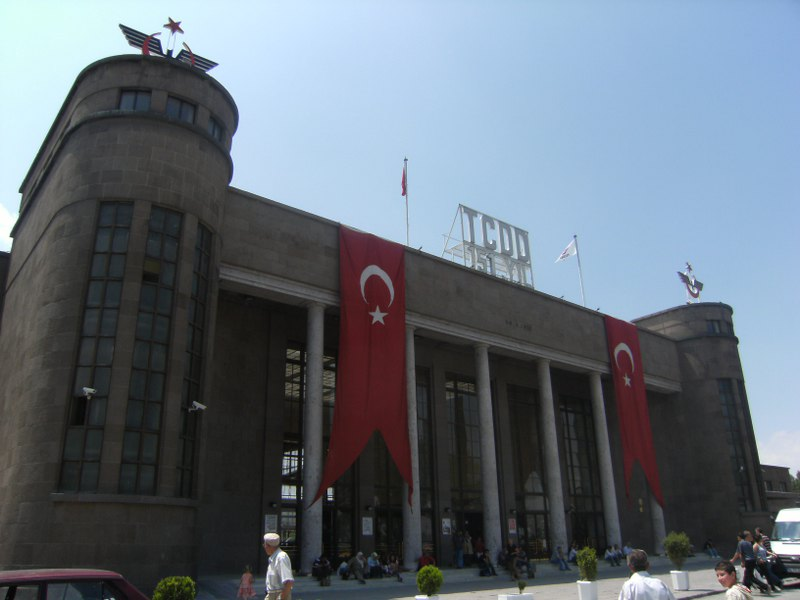
محطة قطار أنقرة التي صممها شكيب اكالين وتم افتتاحها في عام 1937م وهي مثال يعكس الهندسة المعمارية لهذه الفترة

يُعد المعماري كمال الدين ووداد بك من أكبر ممثلين الحركة الوطنية المعمارية الأولى بالإضافة إلى عارف حكمت كيون أوغلو، علي طلعت وجيليو مونجري، ومن أشهر الأمثلة لأعمال الحركة الوطنية المعمارية الأولى التي أنشأها المعماري كمال الدين: جامع قمر خاتون وعمارات تياري في إسطنبول ومركز السكك الحديدية للجمهورية التركية في أنقرة، ومن الأعمال التي صممها كمال الدين بك في السنوات 1926 و1927 عمارة التوفيق الثانية والتي تعتبر من الآثار القيمة للحركة الوطنية المعمارية الأولى وتخدم حالياً مسارح الدولة ، ومن تصاميم وداد تك والتي تحتل مكانة عظيمة في إسطنبول البريد الكبير ومرفأ حيدر باشا، ومن مشاريع عارف حكمت كيون أوغلو والتي أنشأها في أنقرة متحف الفن والنحت الدولي (1927-1930) ومتحف الإثنوغرافيا (1925-1928)، ومن أهم أعمال جليلو مونجيري في الحركة المعمارية الوطنية الأولى: مبنى الإدارة العامة للبنك الزراعي والبنك العثماني عام 1926 وبنك العمل عام 1928 في اولاس، وأيضاً من أهم التصاميم التي قام بها طلعت بيه في هذه الفترة كانت مرفأ بكشتاش ومرفأ كوزجاجك.

### الحداثة في بداية فترة الجمهورية
تم إنشاء المباني التي قبلت في الحركة المعمارية القومية ومن هذه المشاريع التي تجمع بين العناصر المعمارية التقليدية والحديثة: محطة قطار أنقرة، ومن الأعمال التي صممها شكيب اكالن بين الأعوام (1935-1937) مبنى لمحطة القطار، تم تقديم طلب إنشاؤه عام 1981 م وتم إنشاؤه مكان مبنى المحطة القديم الذي كان دخله غير كافياً، كانت المشاريع الأولى للممارسات المعمارية في انقرة في الثلاثينات.
ومن أعمال المعماري باولو فيتي فيولي الاستاد التركي الأول والمسمى باستاد 19 مايو والذي أنشئ في أنقرة بين عامين 1934 و1936 م، ومن الأعمال التي أنشأها سيفي اركان (جناح بحر أتاتورك فلوريا 1930) وتنعكس فيه الخصائص المعمارية الحديثة لهذه المرحلة.
وفي يومنا هذا يعد هذا القصر من القصور المتعلقة بالوزارة، ومن الأعمال القوية لهذه الفترة معهد رفيق سايدام الذي صممه تيودر جوست وروبرت افورلي ، وتم إنشاؤه بين السنوات 1927 م و1932 م، وبينما كان تيودر يصمم المبنى كون القسم الأول بأسقف مستوية وأحجام مكعبة ولكن بعد إضافات روبرت وتوسعة المشروع تم استبدال الأسقف، ويوجد في مدخل المبنى تمثال لامرأة رياضية ويعكس المبنى خصائص الطراز الحديث لفترة الثلاثينات.

## فترة الأربعينات
ولد الاحتياج إلى إنشاء مباني إدارية جديدة في أنقرة، العاصمة الدولة الجديدة (الجمهورية التركية)، وعلى الرغم من الحاجة الملحة إلى المعماريين، إلا أن العدد لم يعد كافيا. لهذا السبب، في عام 1927 م، أتي من أوروبا معماريون وعملوا على جزء من هذه المشاريع. بلغ عدد المعماريين ومخططي المدن القادمين من ألمانيا وأستراليا وفرنسا وسويسرا 40 معماريا ومخططا للمدن. وتم توقيع العديد من المشاريع بين عام 1924 و1942 م في تركيا ، ومن بين هؤلاء المعماريين ومخططي المدن الذين احتلوا مكانة عظيمة: دودولف بيلينج، بول بوناتر، ارنست ارنولد، مارتن الساسير، أنتون هاناك، فرانز هيلينج، ورنر اسيل، تودور جوست، روبرت اورلي، برونو تاوت ويوسف توراك ، واستمر ذلك منذ بدء تأسيس الجمهورية حتى الأربعينات، حتى أنه بعد ذلك الاستمرار في هذه المشاريع وجد نقاد أوروبيين للعمارة أيضا.

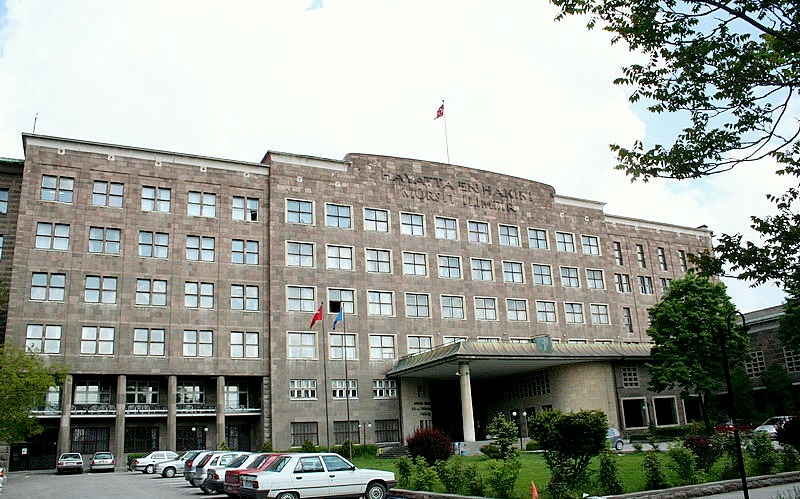
مبنى كلية التاريخ الجغرافي واللغة بجامعة أنقرة والذي صممه برونو داود وتم إنشاؤه في عام 1937م.

وسبب هيمنة المعماريين الأجانب الأتين من وسط أوروبا (النمسا والمانيا) انعكس في أعمال هذه الفترة الطراز المعماري الكلاسيكي، وكانت الأعمال التي تم إنشاءها ذات خطط متناظرة. ظهرت الخصائص المعمارية بشدة في الوجهات البسيطة والمتناظرة والنوافذ المتكررة والمداخل ذات الأعمدة والسلالم. ومن الأثار المهمة لهذه الفترة: بمبه كوشوك التي هي جزء من تشاتكايا كوشوكو (جوردن باوديشتس وكلمنس هولزيمستر 1930-1932) ودار اوبرا أنقرة (بول بوناتر 1946-1947)، المجلس القومي التركي الكبير (كليمنس هولزيمستر 1938-1962) ومبنى المحكمة العليا (كليمنس هولزيمستر 1933- 1935م).
بدأ إنشاء مبنى المجلس القومي التركي الكبير في هذه الفترة أيضًا، تم تجهيز هذا المبني من طرف المعماري هرمن جنسن ونفذ التصميم الذي صممه كليمنس هولزيمستر وطبقاً لخطة جنسن تم إنشاء المبنى على أعلى نقطة بين طريق تشانكايا ومنطقة ديكمن، وتم افتتاح مبنى المجلس القومي التركي الكبير رسمياً في 9 يناير عام 1961 م، وبعد أربع سنوات في عام 1965 م فتحت مسابقة من أجل تنظيم صورة طبيعية للبيئة، وأول مسابقة في مجال العمارة الطبيعية في تركيا فاز فيها المهندس الزراعي يوكسل اوزطان بالمركز الأول.
ظلت الممارسات المعمارية وتأثير التيارات المعمارية الحديثة منتشرة جدا في تركيا وخاصة الطراز الدولي في كثير من المباني التي أنشئت في الثلاثينات والأربعينات. ومن أهم الأعمال التي أنشئت على هذا الطراز جامعة إسطنبول (عارف حكمت 1934م)، فلوريا دينيز كوشكو (سيفي اركان 1934 م)، كازينو بلدة تقسيم (أركان الدين جوني1938م) وفندق يالوفا ترمال (سداد حقي ألدم 1935-1938 م).
توجد أيضا تطبيقات مختلفة عائدة لتلك الفترة مثل: بناء بيت الشعب مرسين وهو عمل تظهر منظمة دولية أسست في السنوات الأولى من الجمهورية وهو عمل تظهر فيه تقنيات العمارة، يعتبر بيت الشعب المنشأ في تركيا أكبر بيت شعب على الإطلاق كما أنه من الأماكن التي تستخدم لأول مرة تكنولوجيا الساحة الدوارة. أنشاء هذا العمل ارنورول منتشه بين سنوات 1944 و1946م.

## الحركة المعمارية الدولية الثانية
يطلق اسم الحركة المعمارية الدولية الثانية على السلبيات التي جلبتها الحرب العالمية الثانية وعدم توفر المواد اللازمة للبناء والحاجة إلى استيرادها من الخارج وبدأت هذه الأزمة في الأربعينات من القرن واستمرت في الخمسينات.
-كل عمارة وطنية سيئة ولكن كل عمارة جيدة تكون وطنية.
ومثلما حدث في الحركة المعمارية الوطنية الأولى أُخذت في هذه الفترة بعض الخصائص المعمارية من العمارة العثمانية والمباني السلجوقية استخدم ممارسي هذه الحركة أيضاً خصائص العمارة المحلية. بالرغم من الانتقادات التي وجهت لمستخدمي الأشكال العثمانية الكلاسيكية في الحركة المعمارية الأولى لم تتعرض الحركة المعمارية الثانية لهذا الانتقاد، وكانت إحدى أهم هذه الأسباب انتشار استخدام العناصر المعمارية الحديثة في النمط الثاني. كانت التراكيب البسيطة وأنظمة النقل الخفيفة وتوفير ضوء الشمس بشكل أكثر لجميع الأماكن والعناصر المعمارية للبيت الخشبي التقليدي كثيراً ما تستخدم من قِبل ممارسي الحركة المعمارية الثانية. وفي أواسط الثلاثينات احتلت العمارة الحديثة مكانة كبيرة مثلما حدث في الدول الغربية ويصف المؤرخين هذه الفترة بأنها الحركة المعمارية الوطنية الثانية. ويمكن القول أن تأثير المعماريين الألمان في تركيا يعكس وجود علاقة جيدة بين تركيا وألمانيا في هذه الفترة. ويتضح في تركيا استغلال العناصر المعمارية التقليدية في هذه الفترة، وكان يُعتقد انه يمكن خلق عمارة دولية من العمارة الحديثة والجذور التقليدية، ومن الممكن تفسير العمارة الدولية في العلاقات السياسية والاقتصادية والاجتماعية والثقافية التي تتغير بشكل مستمر والحدود العلمية والشكلية في إطار متزامن.
وبالرغم من كل الإضافات للهوية الدولية كان الإنتاج المعماري في الأصل ذات هوية وطنية ويجسد الإنتاج المعماري في الثلاثينات والأربعينات بشكل واضح أن الجهد المبذول في الإنتاج الدولي كان بدافع وطني.
-في الندوة التي عقدت في 2 يونيو عام 2009 م باسم «القومية والعمارة في تركيا» أُخذ عنوان من خطاب الأستاذ الدكتور/الفان التان ارجوت باسم «القومية تكمن في أوجه العمارة المتنوعة».
ومن أكثر الأمثلة الملموسة للتيارات القومية التي ذات صلة بالحركة الوطنية التي انتشرت في العالم في الأربعينات هي معرض المنزل القديم في أنقرة. والذي أنشأه شوقي بالمومجوس (1933-1934) وكان أسلوب تصميمه مشابه للإصدار البنائي الأصلي السوفيتي، ومن حيث تعليقات أخرى فإن هذا التصميم في الأصل على نمط ده ستيجل ، وصمم بول بوناتر هذا المبنى من جديد وتم استخدامه كدار أوبرا أنقرة وتم افتتاحه ثانيةً في عام 1948 م، هذا المبنى الذي يستخدم الآن كدار الأوبرا الوحيدة في أنقرة بديكوراته وشرفاته التي تمثل الخطوط الأولى للحداثة يوضح بشكل جيد طرز الحركة المعمارية الوطنية الثانية.

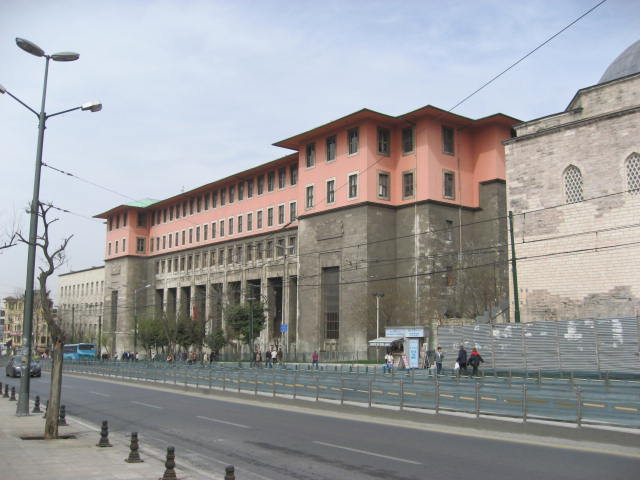
مباني كلية الفن الأدبي بجامعة إسطنبول الذي صممه سداد حقي ألدم وأمين أونات (1944-1952)م.

ويعتبر سداد حقي ألدم وأمين أونات في مقدمة ممثلين التيار المعماري الوطني الثاني، وتعد تصاميم بورنو داود متصلة بهذا التيار. ومن الأعمال المشتركة التي صممها سداد حقي ألدم وأمين داود كلية الفن وكلية الآداب بجامعة إسطنبول (1944-1952م) ودار العدالة بإسطنبول أيضاً (1949م)، ومن أبرز الخصائص في كلية الفن بجامعة إسطنبول هي إعطاء أهمية كبيرة للتماثل بين المباني، ومن هذا الجانب فإن مجموع الأنظمة المعمارية لهذه الفترة تشير إلى العمارة العثمانية والعناصر المعمارية الفاشية والنازية، بالرغم من أن قصر إسطنبول تظهر فيه خصائص العمارة الحديثة بوضوح إلا أنه يعتبر مثالاً للتيار الوطني المعماري الثاني.
ومن المشاريع المشتركة بين دوغان ارحينباش وعمر جوني وإسماعيل اوتكولار مبنى راديو إسطنبول (1945) الموجود في شيشلي والذي يعتبر مثالاً لهذا التيار، كما يوجد مثالين مشهورين في التيار المعماري الوطني الثاني وتتضح فيهم المفاهيم الأثرية والتماثل، أولهم النصب التذكاري لشهداء تشاناقال الذي أنشأه فريدون كيب ودوغان ارجينباش وإسماعيل اوتكولار بين أعوام 1954 و1960 م ، والآخر القبر التذكاري الذي أنشأه أمين خالد اونات وأحمد أورخان أرده مكان قبر مصطفي كمال أتاتورك فيما بين 1944 و1953 م.
ومن الأمثلة الأخرى التي تعكس طراز الفترة الجناح التركي في معرض نيويورك والذي صممه سداد حقي ألدم في 1939 م وجامع شيشلي الذي صممه وصفي أجلي فيما بين 1945 و1949 م.

## فترة ما بعد الحرب العالمية الثانية
بالرغم من استمرار تأثير الحركة المعمارية الوطنية الثانية حتى نهاية الخمسينات فإن هذا التأثير قل مع نهاية الحرب العالمية الثانية. ومن أهم أسباب التغيير في هذه الفترة أن المعماريين الأتراك الذين كانوا بالخارج بدأوا العودة إلى بلادهم وإزالة القيود المفروضة على مواد البناء المطلوبة لنهاية الحرب. ومن ضمن أسباب هذا التغيير أن كليات الهندسة المعمارية التي أُنشئت في بداية فترة الجمهورية تخرج منها دفعات من المعماريين فزاد عدد المعماريين وبدأ المعماريين في عمل إنشاءات على طراز مختلف عن الأساليب المعروفة في فترة الخمسينات.
تعد الحداثة في الخمسينات ذات فائدة مهمة جدا في الحياة الثقافية التركية وكانت هذه الفترة نقطة تحول ليست في العمارة فقط بل في الفن والفعاليات الثقافية فهي فترة أكثر قومية من الثلاثينات وأكثر تكمناً في الحداثة من الأربعينات وإذا جاز التعبير فإن هذه الفترة عاصرت المزيد من الحياة الأوربية وخبراتها، وأيضا الحرب الباردة في هذه الفترة في شمال الحلف الأطلسي في تركيا وفتح طريق لتطبيق الاقتصاد الليبرالي يعتبر نقطة تحول في العمارة التركية وبدأ بناء المكاتب يزداد في هذه الفترة بسبب تفوق القطاع الخاص. ومن نقاط التحول في التعليم المعماري في تركيا إنشاء كلية أخرى للهندسة المعمارية عام 1956 م وهكذا تم إنشاء كلية أخرى للتعليم المعماري خارج إسطنبول.

### تنظيم المعماريين
يعتمد إنشاء الجمهورية التركية على تنظيمات المعماريين، أُنشئت المؤسسة المعمارية الأولى في فترة الدولة العثمانية وكانت متصلة بالقصر. وأسس المعماري كمال الدين بك في عام 1908 م جمعية المعماريين والمهندسين العثمانيين واعتباراً من عام 1909م أسس المعماريين الإسطنبوليين اتحاد الفنانيين، وبعد تأسيس الجمهورية التركية عام 1928م فإن جمعية المعماريين الأتراك (التي تغير اسمها بعد ذلك إلى رابطة المهندسين المعماريين) كانت أول منظمة للمعماريين في تركيا. ولكن نقطة التحول الأكثر أهمية هي غرفة المعماريين التي تأسست عام 1954م  أُضيفت فروع أخرى أيضا إلى غرفة المعماريين في إزمير وإسطنبول وأنقرة واعتباراً من عام 1960م ارتفع عدد ممثليها وفي الثمانينات أصبحت هذه الشُعَب أكثر تمثيلاً. كانت غرفة المعماريين تبحث في مشاكل المعماريين ومهنة العمارة كما تبحث عن مشاكل العمارة والتمدن في تركيا.

### التطبيقات المعمارية عالية الجودة في الخمسينات
إحدى أهم الأمثلة لهذه الفترة فندق هيلتون بإسطنبول والذي يعتبر أول فندق تركي 5 نجوم وقد صممه كلاً من سكيدمور واوينج وماريل (اس.أو.ام) وأنشأه سداد حقي ألدم بين منطقة ألمه داغ وحربية وتم افتتاحه عام 1955م، وهذا المبنى إحدى أهم المباني الثمينة والتي بُنيت على الطراز الدولي في تركيا، ولكن هذا العمل تعرض للنقد على أنه منحرف الهوية لأن مؤسسه سداد حقي من ممثلين التيار الوطني المعماري الثاني وقد أسسه بالاتحاد مع (اس.أو.ام) واعتباراً من عام 1950م بدأ يظهر تأثير هذا المشروع في تركيا ويعتبر رمزاً هاماً للولايات المتحدة الأمريكية ولتيارات العمارة الحديثة الغربية الأصل. وهناك مثال أخر خاص بهذه الفترة وهو قصر بلدية إسطنبول الذي صممه نفذات ارول عام 1953م وفاز هذا العمل بالجائزة الأولى في مسابقة العمارة الوطنية ويعتبر هذا العمل أيضاً مثالاً للطراز الدولي مثل فندق هيلتون إسطنبول ، ومن التصاميم التي تظهر فيها خصائص العمارة بوضوح ما صممه أحد معماريين جنوب أمريكا في براسيليا عاصمة برازيليا وقد استخدم فيه قطع من البلاستيك ووضعها فوق كتل منشورية.
ومن الأمثلة الأخرى لهذه الفترة كيزيلاي ايمك استهاني (أنقرة) صممها أنور توكاي بين أعوام 1959 و1965م وهذا المبنى أيضا له أهمية كبيرة في التاريخ التركي لكونه أول مبنى أنشئ في أنقرة على الطراز والعقلية الدولية وهناك سبباً أخر يجعل هذا المبنى هاماً في التاريخ التركي وهو أنه أول ناطحة سحاب يبلغ طولها 76 متراً وبها 24 طابق بنيت في البلاد.
ومن الممكن ملاحظة آثار لي كوربوسير الذي هو من أهم ممثلين فترة العمارة الحديثة في عمل نادي بيوكاده الأناضولي الذي أنشأه في 1951-1957 م، والذي صممه طورغوت جانسيفير وعبد الرحمن هانجي فيما بين 1951-1952، ومن الأعمال القيمة لهذه الفترة في سقاريا هو قصر حكومة سقاريا ويعتبر هذا من أهم الأعمال التي أنشئت في سقاريا والتي صممها أنيس كورتان وأفرينوس أندرنيادستن ونيشان ياوبيان وهارتيون واتوجيان وفاز هذا التصميم بالجائزة الأولى في المسابقة التي فتحتها وزارة التعمير والإسكان، ويوضح هذا المبنى مبادئ التصميم التي كان يعتمدها لي جورنوسير مثل خطط الأدوار المرنة وغير المتصلة والأعمدة المرتفعة وطريقة تثبيت الكتل.
ومن الأعمال العائدة إلى هذه الفترة في منطقة السلطان أحمد بإسطنبول قصر العدالة الذي صممه أمير اونات وسداد حقي ألدم وتم إنشاؤه فيما بين 1948-1971م، فهذا العمل يعتبر من أفضل أعمال سداد حقي في تاريخه المعماري فهو يعكس الخصائص الوظيفية المميزة للفهم العقلاني مثل: الأعمدة المخططة عمودياً وتكرار اللبنات في المبنى بوتيرة معينة، كانت المحاكم فقط لديها الفرصة للتطبيق الكتلي لمجموعة من المباني في تصميمها الأصلي، وبسبب موت أمين أونات في عام 1961م لم يتم إنشاء باقي المشروع وبقي على حالته، وفي عام 2007م تم تحويل المبنى من وزارة العدل إلى بلدية إسطنبول. وهناك مثال أخر على الممارسة المعمارية المعاصرة في الخمسينات وهي الجناح التركي الذي صممه كلاً من إلهان توراجون وحمدي شبنسوي واوتاريت إزجي ومخلص تركمان في بروكسيل عاصمة بلتشيكا في عام 1958م، ومن أهم الأعمال التي تعود لهذه الفترة مبنى الإدارة العامة والذي صممه كلاً من أنور توكاي وبهروز تشينجي وتمومان دوروك وتم إنشاؤه في أنقرة عام 1959م وفي نفس العام تم تأسيس مقر الإدارة العامة في إسطنبول أيضا من طرف إلهان تايمان ويلماز سانلي.

### تطور العشوائيات وأول آفة للإعمار
لم تكن التطبيقات المعمارية التقليدية أو الحديثة هي التي شكلت العنصر الأساسي للمدن في تركيا اعتباراً من الخمسينات، بالرغم من أن في الخمسينات كانت تطبيق العمارة الحديثة في المنشئات إلا أنه بسبب الحاجة السكنية الناتجة عن الهجرة من القري إلى المدن وبسبب عدم وجود الرقابة الكافية للبناء غير المرخص فبدأ البناء غير المخطط له ينمو داخل المدن فزادت العشوائيات وقضايا وضع اليد ، فقد كان معدل الزيادة السكانية في المدن من 1940 حتى 1950 بمعدل 20.1% ولكن بين 1950 و1960 ارتفعت هذه النسبة إلى 80.2%، وبينما تكونت هذه العشوائيات بهذا الشكل استمر بناء الإنشاءات والعمارات ذات الجودة العالية.
- وإذا نظرنا إلى الأسباب الأساسية للهجرة من الريف إلى الحضر فسنجدها كما يلي:

-استخدام الماكينات الزراعية والحد من استخدام التقنيات الزراعية التقليدية في قطاع الزراعة مما زاد من نسبة البطالة والعاطلين عن العمل.
-كانت البطالة من الآثار الجانبية لتطوير التقنيات الزراعية.
-ظل العاطلين بدون أراضي بسبب استقطاب ملكية الأراضي.
واستمر هذا الوضع في منتصف الستينات وأصبحت العشوائيات ذات هوية واضحة في المدن واستمرت أيضاً في السبعينات وبلغت ذروتها في الثمانينات، وبهذه الطريقة فإن السنوات الأولى للجمهورية التركية تعكس الهوية المعمارية للمدن مثل: المنازل ذات الأدوار القليلة والعمارة كثيرة الطوابق ولكن هذه المرحلة تركت مكان ذلك أبنية لا تعطي أهمية للجودة والتصميم المعماري ولا تتصل إطلاقاً بثقافة المدينة، وقد وصل هذا الخراب إلى جميع المدن وعلي رأسهم إسطنبول.

## فترةالستينات
إحدى أهم الأحداث البارزة في تلك الفترة إنشاء مؤسسة هامة للإنشاءات ومعايير مواد البناء وهي معهد المعايير التركية، وفي يومنا هذا أيضا لا تزال مجلة البناء والكتب وغيرها من الأنشطة التي ينظمها مركز صناعة البناء في مجال العمارة في تركيا والذي تم إنشاؤه في عام 1968م.

### البعد عن المذهب العقلي
من أهم خصائص هذه الفترة بُعد المباني التي أُنشئت عن المذهب العقلي مقارنة بالماضي، يظهر في هذه الفترة عزوف المعماريين عن هذا الطراز وبداية اتجاههم إلى الأساليب الأكثر تشتتاً وذلك تماشياً مع التطورات العالمية.
يأتي فندق أوقاف إسطنبول (فندق انتركونتننتال حالياً) في مقدمة أهم مشاريع هذه الفترة، كما فاز بالجائزة المعمارية التاي أرول ويالتشين أمير أوغلو وهاندي سوهر ومحمد علي هاندان وتكين ايدن وكمال أحمد ارو المرشحين لمسابقة بنك الأوقاف التركي الذي تم افتتاحه في منطقة تقسيم بإسطنبول عام 1959 م، وحتى عام 1975م ظل هذا الفندق من أهم المشاريع التي قام بها الجروب المعمارD AHE.
ومن أهم الآثار التي أُنشئت في هذه الفترة سوق تجار التحف بإسطنبول، فاز التصميم الذي فعله دوغان تاكلي وسامي سيسا ومتن هابجولر عن سوق تجار التحف بالجائزة الأولى في المسابقة التي أعلنتها وزارة التعاون عام 1959م وتم إنشاء السوق في 1960-1967م ، ويعتبر من أكثر الأعمال المعروفة ويتكون من 1117 متجر بيع ووحدات اجتماعية ومطاعم ووحدات خدمية أخرى، يعمل 10,000 شخص في حوالي 2300 مكان للنشاط التجاري بالسوق، ويعتبر هذا السوق أول مركز تسوق في إسطنبول ومن أهم الفنانيين الذين تركوا آثاراً به: نديم جونسور وسادي ديرنوعلي تومان جير مانر ويافوز جوراي وارن ايوباوغلو وبدري رقمي ايوباوغلو وفورايا كورال وكوزجون اجار.
ومن التطبيقات التي تم إنشاؤها في هذه الفترة في أنقرة فندق أنقرة الكبير الذي صممه كلاً من يوكسل اوكان ومارج ساوتي عام 1960م وتم إنشاؤه بين 1960 حتى عام 1966 م ويعتبر هذا المبنى من أشهر التطبيقات للهندسة المعمارية الحديثة التي تم إنشاؤها في تركيا في الستينات، وأيضاً الفندق الوحيد الخمس نجوم في أنقرة الذي أنشأه إيمكلي صانديغي وأتم إنشاؤه من عام 1966 حتى عام 1986م وكان فندق يظهر فيه الإبداع وتم بيعه عام 2005م من قِبل إدارة الخصخصة، وتم إعادة فتحه من جديد في 5 مايو عام 2009م لتقديم خدمة فندقية جديدة وتم تسميته ريكسوس جراند أنقرة ويقع أمام المجلس التركي القومي الكبير في شارع أتاتورك.
ومن الأعمال التي تستحق النظر التي تم إنشاءها في الستينات مباني المدينة الجامعية (ODTU) (جامعة الشرق الأوسط التقنية) والذي بدأ بهروز تشينجي في تصميمها اعتباراً من عام 1961م، ومن أهم المشاريع التي أُضيفت إلى هذا المشروع بعد ذلك: حمامات سباحة مغلقة ومفتوحة (1961م)، حضانة (1961م)، مبنى تلسكوب (1961م)، ومركز للطلبة ومبنى لهندسة الكمبيوتر (1980م)، ومعامل لكلية الهندسة (1980م) وكلية الفن والآداب وكلية علوم الإدارة (1980م) وكلية الهندسة المعمارية (1980م).
ومن الأعمال التي لها أهمية منفصلة في هذا العقد تأسيسات زيرك (SSK) التي صممها سداد حقي ألدم وتم إنشائها بين 1962 و1964م وبالرغم من أن هذا المشروع أنشئ في مدينة تاريخية وأنه مبنى حديث إلا أنه كان مطابقاً للعمارة التركية التقليدية من حيث الأسقف المسطحة والطنف الواسعة وتم استخدام تطبيقات القصر مثل النوافذ والمخارج الأفقية. فاز سداد حقيعن هذا العمل بجائزة خان أغا المعمارية عام 1986م.
صمم تورغوت جان سيفر وأرتو يانر المؤسسة التاريخية التركية في أنقرة عام 1951-
1967م.
وهي من الأعمال القيمة التي تعود إلى هذه الفترة، يتكون البناء من صالة مؤتمرات ومخازن للكتب في الدور الأرضي ومكتبة وصالات للقراءة ومكاتب في الأدوار العليا وقد فاز بجائزة خان أغا المعمارية في عام 1980م.
وجد فريق أخر في الخمسينات والستينات لتنفيذ المشاريع الحديثة وهم هالوك بايسال ومليح بيرسال، وفي مقدمة التصاميم التي فعلها هؤلاء المعماريون إنشاء نقابة المحاميين، تم إنشاء هذا المبنى في مدينة ماجيدية كوي بإسطنبول في شارع بيوك داره والجراج القديم (مركز تسوق الجوهري حالياً)، ويظهر في هذا المبنى التشابه الكبير الذي بينه وبين مبنى يونيته هابيتيون الذي صممه المعماري له خوبوسير ذو الأصل السويسري في مدينة مارسيليا بإيطاليا.
يأتي مركز أتاتورك الثقافي الذي تم إنشاؤه في منطقة تقسيم بإسطنبول في مقدمة الأعمال الثقافية التي تم إنشاؤها على الطراز المعماري الحديث في تركيا، والذي صممه فريدون كيب وركن الدين جوني وبعد ذلك أنشأه جيتي تابانلوغلو ما بين 1957 و1967 م وتم إعادة إنشاءه في 1972-1978م بسبب الحريق الذي نشب فيه عام 1970م.
تعتبر اتاكوي تقسيم الأول إحدى الوحدات السكنية التي أنشأت في هذه الفترة من 1960 حتى 1962م والتي صممها أرتغرول منشته. ومن الأمثلة الهامة الأخرى لهذه الفترة: وزارة الدفاع القومي التي صممها شوقي فانلي وأسران جوملكسزلو في منطقة تان دوغان بأنقرة فيما بين 1966 و1967 م ومركز بيت طلبة تان دوغان.

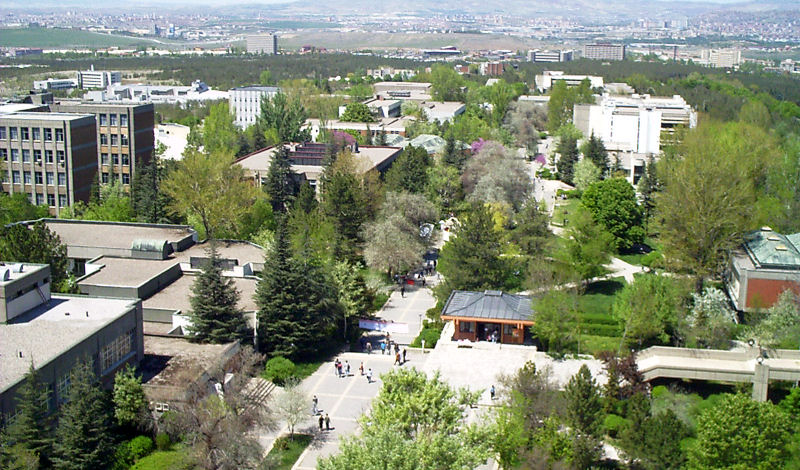
مباني الحرم الجامعي (ODTÜ) الذي صممه بهروز تشينيجي والتوغ تشينيجي (1961-1980) وهو أول التطبيقات الواسعة النطاق التي خططت ونفذت في تركيا.

### مثال على الصراع بين التقليدي والحديث: مسجد كوجه تبه
احتل إنشاء المساجد في السنوات الأولى للجمهورية مكانة كبيرة في مشاريع الدولة، وذلك بسبب أن المساجد التي تبقت من الدولة العثمانية بعد الحرب العالمية الأولى لم تعد كافية بسبب أنه بعد الحرب العالمية الثانية والنهضة الاقتصادية وزيادة الهجرة من القرى إلى المدن ارتفع عدد السكان فارتفعت الحاجة إلى المساجد، وبدأ الجدل السياسي حول هوية المساجد في تركيا بين الشرقي والغربي والتقليد والحداثة والإسلامية والعلمانية.
تُعد طبيعة المساجد التي بنيت في ال 50 سنة الأخيرة في تركيا من أهم المشاكل في العمارة التركية الحديثة، فقد خرج سبعين ألف مسجداً كحصيلة للأساليب التركية للقرون الماضية، واعتباراً من عام 1960م بدأ تصميم المساجد المعاصرة في مختلف مدن الأناضول وعلى رأسهم إسطنبول وحسب الإحصائيات فإن عدد المساجد التي تم إنشاؤها في تركيا في هذه الفترة بلغ المائة مسجد.
تم البدء في إنشاء مسجد كوجه تبه عام 1967م وتم الانتهاء منه عام 1987م، ويعتبر مثالاً جيداً على الصراع بين التقليدي والحديث، وبعد ذلك صمم فيصل حامي مسجد وداد الوكاي في إسلام آباد عاصمة باكستان، وفي عام 1957م فاز دوغان تاكلي أوغلو في مسابقة مشروع مسجد كوجه تبه. تم البدء في تأسيس المسجد عام 1962م على الطراز الحديث ولكن رئيس المجلة التي ستقوم ببناء المسجد في السنوات المقبلة أوقف هذا المشروع وفي عام 1967م أعطت جمعية المسابقات المعمارية على الطراز الحديث أمر مباشر بأن يقوم كلاً من خسرو تايلا وفاتن اولونجين بمهمة تصميم المسجد، وبعد إنشاء المسجد فقد كان شكله قريب من طراز المسجد العثماني مقارنة بالتصاميم الحديثة وكان المسجد موضعاً للنقد الإيجابي والسلبي.

### انتشار التمدن العشوائي على السواحل
اعتباراً من الستينات وزيادة الرفاهية والحقوق الاجتماعية بدأت السياحة الداخلية في الازدهار وبسبب زيادة التمدن ووصوله حتى السواحل وخارج المدن وبالأخص الذاهبين لقضاء عطلة في السواحل فامتد التمدن العشوائي إلى سواحل بحر أجه والبحر الأبيض.
كما توجد تطبيقات معمارية ناجحة تعود لهذه الفترة مثل: تشاناكاله والذي صممها سدادجورال في مدينة أسوس وتم إنشاؤها عام 1971م ولقت عمارة سداد جورال نجاحاً وتميزت عمارته باحترام البيئة والمناظر الطبيعية.

## السبعينات
تأثرت الممارسات المعمارية في تركيا في السبعينات بالتطورات الحاصلة في عالم الهندسة المعمارية الحديثة وتيارات ما بعد الحداثة المعمارية وقد تميزت هذه الفترة بالعناصر الأساسية والنمو السكاني المفرط والمناخ السياسي المضطرب، شكلت فترة السبعينات نقطة تحول هامة في العمارة التركية وثقافة البناء، وكانت هذه الفترة حصيلة الفروق والاختلافات والمشاكل التي استمرت في الخمسينات والستينات ولم تشهد هذه الفترة راحة في الهندسة المعمارية الرائعة.

### زيادة التمدن العشوائي
بدأت الهجرة إلى المدن في الخمسينات وزادت في الستينات وزادت بشكل أكبر في السبعينات بسبب قلة المساكن والتخطيط علي المدي البعيد وعدم اتخاذ المؤسسات المحلية وهياكل الحكم التدابير اللازمة فانتشرت العشوائية ووضع اليد في المدن وبهذا الشكل وسمت سنوات السبعينات بالتمدن العشوائي، فقد بدأت في الخمسينات وزادت في الستينات وبلغت ذروتها في الثمانينات وكسب جلب العفو بعداً مختلفاً في العشوائية.
ظهر في الخمسينات إمكانية تولي الحرية وفي الستينات زادت هيمنة المقاولين ولم تتميز الأعمال التي أنشؤوها بطابع خاص، وفي السبعينات تطورت فكرة أن يكون لكل مساحة سكنية سوقها الخاص، وأطلق على البعض مقاولون للحداثة وهذا المصطلح من أجل الحصول على أجرٍ أعلى.
وكانت مباني هذه الفترة عكس المباني الرتيبة في أوائل فترة الجمهورية والتي تمولها الدولة، فقد كانت ليس بها فهم للنمط الذي بنيت به، فالمباني التي بُنيت في بداية الدولة كان بها نهج حديث ومختلف واعتباراً من الستينات والسبعينات تطورت المباني تطور رتيب، فقد بدأ هذا النمط المعماري من الستينات حتى نهاية السبعينات وقد تعرضت العمارات التي أنشأها المقاولون في المدن إلى التلف، وزاد تطبيق مفهوم «الحداثة التكنوقراطية» بعد الانقلاب العسكري في 12 مارس و12 سبتمبر، وزاد الانقلابين العسكريين لهذه الفترة من قوة الدولة في السيطرة على تشييد المباني العامة ومعدل العمارة والإنشاء، ومع الوقت حصلت العمارة الحديثة للأبنية العامة على لغة يمكن الوصول بها بوضوح إلى كل شخص.

### التطبيقات المعمارية الجديرة بالذكر

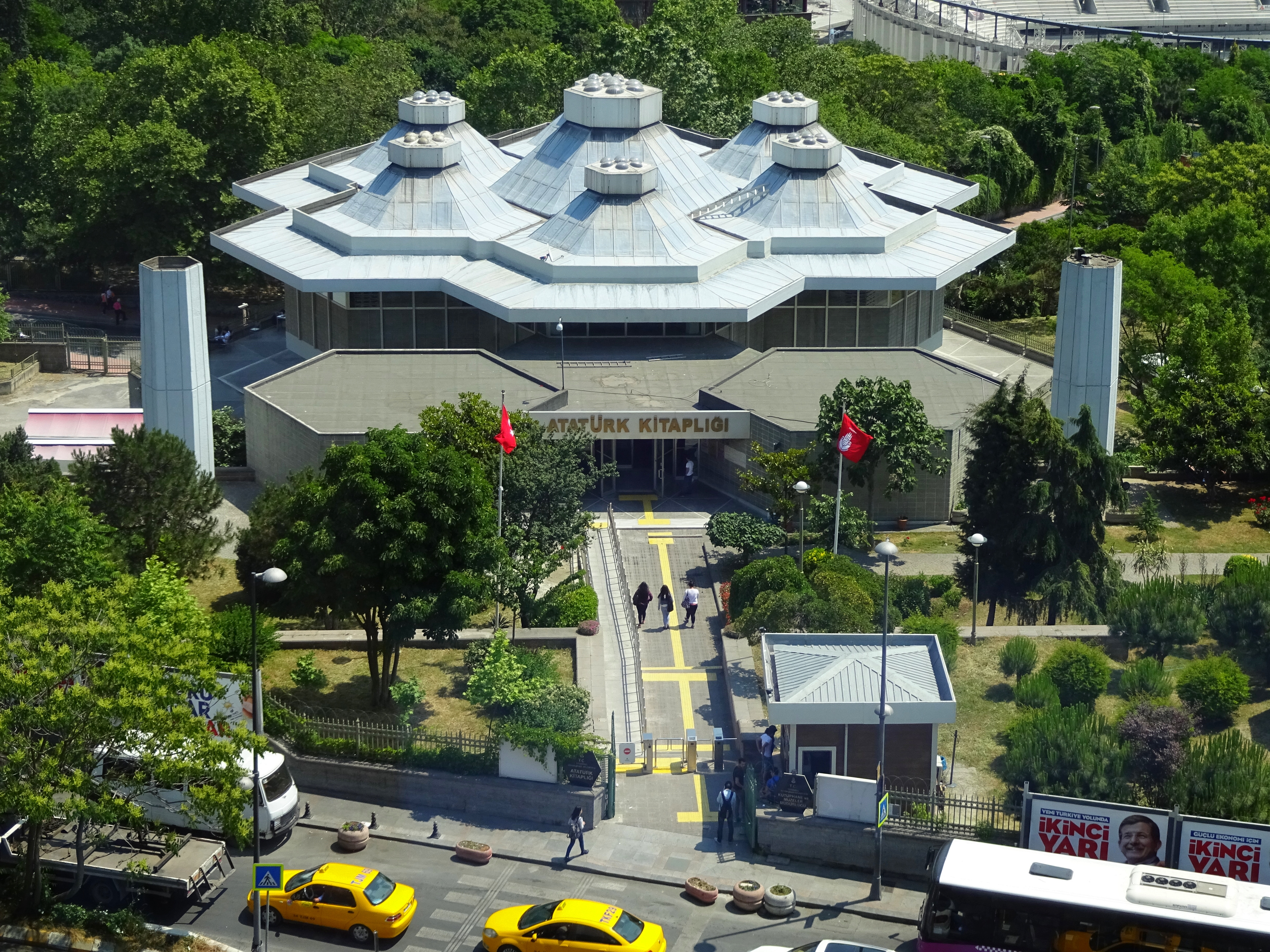
مكتبة أتاتورك - إسطنبول

من الأمثلة الجديرة بالذكر لهذه الفترة مبنى المؤسسة اللغوية التركية والتي صممها جنكيز بكشتاش، تم إنشاء هذا المشروع في أنقرة بين عامي 1972 و1978م.
من الآثار المعمارية المعروفة لهذه الفترة مكتبة أتاتورك التي صممها سداد حقي ألدم ومولها وهبي كوتش وقفي، تم إنشاءه في منطقة تقسيم بإسطنبول بين سنوات 1973م وكان في الأصل مكتبة فقط ولكنه تحول إلى مكتبة وصالات عرض ومتحف، ومن الخصائص البصرية لهذا المبنى أنه استخدمت فيه هندسة ثلاثية الأبعاد، كما تعتبر الصالة الرياضية التي أسسها عبدي إيبكتش من الأعمال الجديرة بالذكر لأنها من المباني الكبيرة التي أُنشئت في تركيا ولأنه استخدم فيها نظام السقف الفضائي بالإضافة إلى مشروع تطبيق التصنيع خارج المباني الصناعية لأول مرة في تركيا يعتبر هاماً جداً، صمم رجب بولوتش وارجان يانر هذا المشروع وتم إنشاؤه ما بين السنوات 1978 و1989م.

## الثمانيناتوالتسعينات
زاد تطور القطاع الصناعي بعد الثمانينات وقطاع البناء والتشييد في تركيا، وبالتالي انعكس ذلك في الهندسة المعمارية وبالأخص المعدات المسبقة التصنيع والخرسانة الجاهزة لتسهيل البناء وتأثير هذا مستمر في الهندسة المعمارية في تركيا حتى يومنا هذا، كانت عناصر البناء قياسية فضلاً عن تطوير الصلب والألومنيوم والبلاستيك والزجاج وأعطي ذك فرصة لتطوير نظام الوجهة الأساسية، كما أدى ذلك إلى تمهيد الطريق في تركيا أمام التقدم، كما أدى إلى إحداث تطورات في الأبنية وناطحات السحاب.
وأدى ذلك إلى إيجاد تيارات مختلفة وتغيرات عالمية في الهندسة المعمارية التركية، بالرغم من أن التطورات في التصاميم والتطبيق كانت بطيئة حتى الثمانينات إلا أنه منذ بداية الثمانينات وحتى يومنا هذا فإن الهوية المعمارية في تركيا موضع للنقاش والنقد. ومثال على ذلك أنه منذ عام 1988م والعمارة التركية تحصل على جوائز ومعارض الهندسة المعمارية الوطنية التي يتم تنظيمها كل سنتين. بالإضافة إلى مسجد المجلس القومي التركي الكبير والذي تم إنشاؤه في 1986-1989م وبالرغم من أنه قطعة من المجلس القومي التركي الكبير والذي يعتبر من المعالم الأثرية التي بُنيت على النهج الكلاسيكي الحديث إلا أن المسجد تم إنشاؤه على أعلى درجة من الحداثة، كما تم تصميم مسجد كوجه تبه في عام 1957م وتم الانتهاء منه عام 1987م ويعتبر هذا المسجد أيضاً صراعاً بين التقليدي والحديث وبين الدين والعلمانية، ظل هذا المشروع موضع للنقد الإيجابي والسلبي بالجدار الشفافة لقبلته ولأن تصميمه ليس به قبلة أو مأذنة، ولذلك فإن مسجد كوجه تبه ومسجد المجلس القومي التركي الكبير كانوا موضعاً لجدال مستمر من وجهتي نظر مختلفتين. فاز كلاً من بهروز تشينجي وجان تشينجي بجائزة خان أغا المعمارية عن تصميم مسجد المجلس القومي الكبير عام 1995م ، ومع ذلك فإن التطورات في عمارة مساجد المدن بشكل عام في تركيا لم تكن كبيرة، ولكن استمرت الاستثناءات في شكل القوالب ووجهات المساجد التي أُنشئت في التسعينات.
ويعتبر مركز تسوق جالاريا أتاكوي أول مركز تسوق حديث في تركيا وهو من الأعمال الهامة في تاريخ العمارة التركية، أنشأه حياتي تابلي اوغلو مابين 1987 و1988م، ونظراً للنجاح الباهر الذي حققه هذا المشروع في المدن الكبيرة بدأت مراكز التسوق في الانتشار في باقي أنحاء البلاد وأصبحت ذات أهمية.
كان المعماري مريخ كاراسلان في مقدمة المعماريين الماهرين لهذه الحقبة من الزمن، ويأتي مشروع تراس اولر الموجود بأنقرة والحاصل على جائزة أحسن مشروع في المعرض الثاني للهندسة المعمارية الوطنية في عام 1990م ومشروع فندق باري تاور الموجود في كابادوكيا والحاصل على جائزة أحسن مشروع في المعرض الخامس للهندسة المعمارية الوطنية عام 1996م على رأس المشاريع التي تؤخذ بعين الاعتبار ، وأيضاً مجمع إعادة التأمين القومي الذي صممه سفينتش هادي وشاندور هادي في حي التشويقية باسطنبول والذي أُنشئ في عام 1992م من الممارسات الهامة لهذه الفترة.

### التطبيقات والأساليب المعمارية الحديثة
منذ عام 1990 م وحتى يومنا هذا انتشرت أشكال مختلفة للعمارة وهذا بسبب العلمانية وانتشار الإنترنت، وقد بدأ هذا الاتجاه في تشكيل المباني السياحية بالأخص وبعد ذلك انتشر في أنواع البناء الأخرى، بالإضافة إلى ذلك فمنذ الستينات زادت هيمنة القطاع الخاص.
لم تكن هناك الاختلافات المتباينة في تشييد العمارات في الخمسينات وحتى نهاية الثمانينات ولكن في هذه الفترة بدأت الاختلافات التطبيقية في الزيادة، في هذه الفترة لم تكن الممارسات المعمارية المعاصرة في بناء المساكن سريعة الانتشار، بُني جزء كبير من المساكن بخطط ووجهات متكررة ، ثم بُدء استخدام أنظمة الوجهة الحديثة وأسلوب معماري أخر، بدأ ذلك في الانتشار في هذه الفترة، ويمكن أن نجد أنه في بداية الثمانينات تم البدء في إيجاد أنظمة مختلفة لوجهات المباني والمواد المستخدمة ولكن ذلك تطور في التسعينات، ومع ذلك فإن التطبيقات كان بها لمحة تكنولوجية منخفضة وتم انتقادها علي أساس أنها ليست مبتكرة.

### زيادة المساكن في السواحل وزيادة المساكن الشعبية خارج المدن
خرج الذين يعيشون في المدن الصناعية العالمية وخاصةً أصحاب الدخل العالي من المدن كردة فعل للمهاجرين، ولكن ذلك لم يحدث في تركيا حتى الثمانينات، كانت وكان ذلك السبب الأول حتى تكون الأحياء الفقيرة ممتلئة، والسبب الثاني هو العفو العمراني الذي حدث في عام 1982م وكان ذلك لعدم وجود أماكن في المناطق الحضارية، ومن بعد عام 1982م تسارع انتشار مدن الأقمار الصناعية، واعتبر هذا نقطة تحول، وفي عام 1984م وبعد صدور العفو تم تغيير بعض المواد في القانون مثل المادة رقم 2981 مادة تشريعات الإسكان والأحياء الفقيرة ليتم تطبيقها بالإضافة إلى مادة القانون المعماري رقم 6785.
وبهذا الخصوص فإن إصدار قانون الإسكان العام رقم 2487 في عام 1981م يعتبر تطوراً أخر، ومن التطورات الهامة أيضاً إنشاء الإدارة العامة للإسكان والتي عُرفت باسم TOKI في عام 1984م كما بدأ القطاع الخاص في تمويل الضواحي. ومنذ عام 1990 بدأت تستوطن هذه المناطق وخاصة من أصحاب الدخل العالي وسميت المناطق المغلقة في إسطنبول باسم كمركونتري. وفي بداية التسعينات زاد إنشاء الحدائق العامة والحمامات والأسواق المتعددة الطوابق وزادت سرعة إنشاء هذه الإنشاءات منذ عام 2000م.
مع بداية تقدم السياحة الداخلية في الستينات وزيادة المساكن في سواحل بحر أجا وسواحل البحر الأبيض، وبسبب التغييرات العمرانية والإعفاءات زاد هذا في الثمانينات والتسعينات. في هذه الفترة أيضاً لم يتم إنشاء مشاريع كبيرة تلخص العمارة المحلية الحديثة ومع ذلك كان هناك بعض المعماريين الذين أسسوا مشاريع بهدف إنجاح السياحة مثل: أرسان جورسال ومحمد تشابوك.

## من عام 2000 حتى يومنا هذا
اعتباراً من عام 2000 وانتشار الإنترنت وزيادة رأس المال أدي ذلك إلى تأثر الهندسة المعمارية وخاصة في إسطنبول. تأثرت الحالة الاجتماعية والفيزيائية لإسطنبول يهذه التغيرات خاصةً بتمركز رأس المال، وهذا الوضع ما زال مستمراً حتى الآن، ويمكن تلخيص التطورات في مجال الهندسة المعمارية في السنوات الأخيرة في تركيا علي النحو التالي:
من إحدى الظواهر التي جلبتها العولمة هي أنواع التصاميم المختلفة التي فعلها مهندسون معماريون من أصل أجنبي لأهداف مختلفة وقد كانت متوازية مع التطورات التي تحدث في الدول الأسيوية والشرق الأوسط وبالأخص أوروبا. وعكس ما حدث في السنوات الأولى للجمهورية فلم تعد تركيا تحتاج إلى معماريين من أصل أجنبي. وفي عام 2005 قامت بلدية إسطنبول بفتح مسابقات للتصميم في مجالات متطورة وكان ذلك في منطقة كارتال وبيوكتشكمجه وفاز بهذه المسابقة زاهد حديدي وكان يانج، بعد ذلك لم تعد تركيا بحاجة إلى المعماريين الأجانب كما في السنوات الأولى للجمهورية وأصبحت مثالاً للعمارة كبلد مساهمة. ويعتبر تبه باش بمنطقة إسطنبول الذي صممه فرانك جاهري ومركز سوناكيراش الثقافي مثالاً في هذا الصدد.

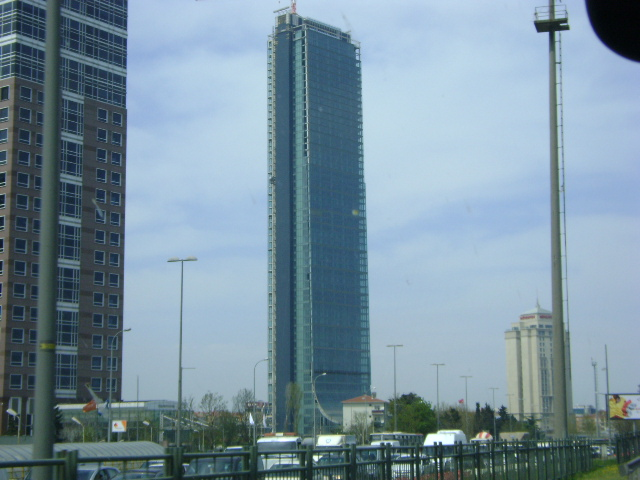
مبنى سيفير إسطنبول(2006-2011) أول ناطحة سحاب في تركيا يبلغ ارتفاعها 261 متر وهي رابع أكبر ناطحة سحاب في أوروبا.

اعتباراً من عام 2000 زادت الحاجة إلى أماكن جديدة في مقابل زيادة الطلبات المحلية والعالمية لرأس المال، ويعتبر التغيير الذي حدث في السنوات الأخيرة بشارع بيوك داره الواقع بجي شيسلي بمدينة إسطنبول من أكبر الانعكاسات الملموسة. تعتبر هذه المشاريع في تركيا من أشهر ناطحات السحاب التي تم تأسيسها في أماكن من الدرجة الأولى وهي: ايش كولالري التي صممها سامس سيسا ودوغان تاكلي، وسابانجي سنتر الذي صممه هالوك توماي وايهان بوكه، ومترو جيتي الذي صممه دوغان تاكلي وسامي سيسا، وسوانك هايدن الذي صممها تاكفن تاور، ويعتبر مشروع سفير إسطنبول الذي صممه تابانلي أوغلو والذي تم الانتهاء من بنائه في مارس 2011م ويبلغ ارتفاعه 261متر وهو أكبر مبنى في تركيا ، وعلاوة على ذلك فمن المنتظر بناء العديد من ناطحات السحاب في ظل هذا التحول مثل خطة مشروع المركز المالي بإسطنبول في منطقة أتاشيهير على الجانب الأناضولي بإسطنبول.
بدأ بناء المساجد في تركيا على الطراز العمارة المعاصرة الحديثة في الزيادة منذ عام 2000م، ومن الأعمال الخاصة بهذه الفترة مسجد الوادي الأخضر بإسطنبول الذي صممه اركوت شاهين باش، ومسجد دارين كونوبارك في نيفشهير والذي صممه حقي ثامولو ومسجد شاكيرين الذي صممه خسرو تايلا في إسطنبول، وجامع مركز أكتشاكوجا الذي صممه ارجون شوباسي.
ومنذ عام 2000م تعرضت الهندسة المعمارية في المباني العامة التركية للنقد الإيجابي والسلبي، فقد تعرضت للنقد السلبي بسبب المشاريع الجديدة المتأثرة بالعمارة العثمانية والسلجوقية ومن النقد الإيجابي الذي وجه إلى المشاريع العامة في السنوات الأخيرة التخلي عن استخدام الأسقف المستوية، ففي السنوات الأخيرة تم استبدال الأشكال الكلاسيكية للوجهة بأشكال حركية أكثر مثل المنحني والفارغ والكامل والمنحرف بالإضافة إلى أن المشاريع المتعددة الاستخدامات حلت محل المشاريع الوحيدة الاستخدام، نفذ الكثير من المعماريين الأتراك تصاميمهم في هذه الفترة ليس في تركيا فقط ولكن خارج تركيا أيضاً، وتأتي ليبيا وروسيا وأزربيجان وقازاقستان وتركمانستان وبلاد البلقان في مقدمة البلاد التي تم إنشاء مشاريع بها.
ومنذ عام 2000م بدأت الجامعات التي تُدرس بها الهندسة المعمارية في تركيا في الزيادة، ففي عام 1990 كان هناك 10 مؤسسات للتعليم المعماري وحتى عام 2009م ارتفع هذا العدد حتى بلغ 41 كلية للهندسة المعمارية ، كما زادت أعمال الترميم في هذه الفترة أيضاً، وفي عام 2004م جاء شرط إنشاء المشاريع بكافة أنواع الترميم وبالرغم من اعتبار هذا تطوراً إيجابياً وزيادة في معدلات التطبيقات مقارنة بالسنوات الماضية فإن حقوق التأليف والنشر في مشاريع المهندسين المعماريين كانت موضوعاً للنقد.

## الحماية المعمارية في عصر الجمهورية
أغلب المباني التي بُنيت منذ عام 1920م وحتى يومنا هذا والتي تحمل الميراث الثقافي تقع تحت تهديد الهدم ، على الرغم من حفظ الآثار المعمارية التي تم إنشاءها في بداية فترة الجمهورية، إلا أن الخبراء يشيرون إلى أنها تحتاج إلى طرق مختلفة في الحماية وبهذا الشكل فإن أهم خطوة هي التوثيق والحفاظ على الأعمال المعمارية التي تحمل التراث الثقافي بالإضافة إلى وضع قانون للترات الثقافي فإنه لا يوجد قانون كافي لتطوير الأساليب والقضايا التنظيمية، فهناك فراغات في القانون الحالي ، والعنصر الثالث هو عدم وجود قانون أو تعليمات تحمي الأعمال الناقلة للتراث الثقافي من التلف، ومن بعض الأعمال التي تم هدمها أو يراد هدمها:
- كيزلاي ايمك إيشهاني أول ناطحة سحاب في تركيا والتي صممها أنور توكاي وتريد بلدية أنقرة هدمها.
- مبنى (AKM) في منطقة تقسيم بإسطنبول ويعتبر من أعمال العمارة الحديثة التي تؤخذ في الاعتبار، وهذا المبنى في مقدمة المباني التي هدمت بدلاً من أن يتم ترميمها.[39]
- كما تم هدم دار حكومة سقاريا التي هي من أهم الأعمال في تركيا بسبب كونها غر صالحة للاستعمال بعد زلزال جولجوك عام 1999م، وتم إنشاء ميدان وموقف سيارات تحت الأرض بدلاً منها.
- سوق تجار النجف بإسطنبول الذي صممه دوغان تكلي وسامي سيسا، ووفقاً للخطة الرئيسية المعتمدة في 22 سبتمبر عام 2005م أرادت بلدية ايمينونو وبلدية إسطنبول هدمه ولكن المحكمة الإدارية العليا رفضت ذلك في عام 2010م ولم يتم تنفيذ قرار الهدم.[40]

## مختارات متعلقة بالهندسة المعمارية في تركيا
- Murat Belge [التركية], Mete Tunçay [التركية], Bülent Özükan [التركية] (1983). Cumhuriyet Dönemi Türkiye Ansiklopedisi. İletişim Yayınları.[41]
- İnci Aslanoğlu [التركية]. Erken Cumhuriyet Dönemi Mimarlığı 1923-1938. ODTÜ Mimarlık Fakültesi Yayınları. رقم دولي معياري للكتاب 9754291691 [التركية].[42]
- Metin Sözen [التركية] (1996). Cumhuriyet Dönemi Türk Mimarisi. Türkiye İş Bankası Yayınları. رقم دولي معياري للكتاب 9754580782 [التركية].[43]
- Sibel Bozdoğan [التركية] (2008). Modernizm ve Ulusun İnşası Erken Cumhuriyet Türkiyesi'nde Mimari Kültür. Metis Yayınları. رقم دولي معياري للكتاب 9789753423755 [التركية].[44]
- Uğur Tanyeli [التركية] (2007). Mimarlığın Aktörleri Türkiye 1900 - 2000. Garanti Galeri [التركية]. رقم دولي معياري للكتاب 9789944551847 [التركية].[45]
- Çetin Ünalın [التركية] (2002). Cumhuriyet Mimarlığının Kuruluşu ve Kurumlaşması Sürecinde Türk Mimarlar Cemiyeti'nden Mimarlar Derneği 1927'ye. Mimarlar Derneği 1927. رقم دولي معياري للكتاب 9759604167 [التركية][46]
- Afife Batur [التركية] (1999). Bir Usta Bir Dünya, Mimar Vedat Tek: Master and his World, The Architect Vedat tek. Yapı Kredi Yayınları. رقم دولي معياري للكتاب 9750801717 [التركية].[47]
- Enis Kortan [التركية] (1997). 1950'ler kuşağı mimarlık antolojisi. Yem Yayınevi. رقم دولي معياري للكتاب 9789757438434 [التركية].[48]
- Gürhan Tümer [التركية] (1998). Cumhuriyet Döneminde Yabancı Mimarlar Sorunu: 1920'lerden 1950'lere. Mimarlar Odası İzmir Şubesi Yayınları. رقم دولي معياري للكتاب 9699975032 [التركية].[49]
- Şevki Vanlı [التركية] (2007). Mimariden Konuşmak: Bilinmek İstenmeyen 20. Yüzyıl Türk Mimarlığı: Eleştirel Bakış. Şevki Vanlı Mimarlık Vakfı. رقم دولي معياري للكتاب 9757722146 [التركية].[50]
- Murat Soygeniş [التركية] (2007). Türkiye’de Mimarlık. MAT Yapım. رقم دولي معياري للكتاب 9789759300227 [التركية].[51]
- Suha Özkan [التركية], Renata Holod, Ahmet Evin. Modern Türk Mimarlığı 1900-1980. TMMOB Mimarlar Odası. رقم دولي معياري للكتاب 9944892289 [التركية].[52]
- Tansel Korkmaz [التركية]. 2000'lerde Türkiye'de Mimarlık. TMMOB Mimarlar Odası. رقم دولي معياري للكتاب 9944892726 [التركية].[53]
- Emre Madran, Elvan Altan Ergut (2009). Cumhuriyet Dönemi Mimari Mirasının Korunması. Mimarlar Odası Yayınları. رقم دولي معياري للكتاب 9944898341 [التركية].[54]
- Doğan Kuban [التركية] (2010). İstanbul Yazıları / Kent ve Mimarlık Üzerine. YEM Yayınevi.[55]
- Aydan Balamir (2010). Clemens Holzmeister: Çağın dönümünde bir mimar. Boyut Yayınları. رقم دولي معياري للكتاب 9752307426 [التركية].[56]
- Elvan Altan (2010). Cumhuriyet'in Mekanları Zamanları İnsanları. YEM Yayınevi. رقم دولي معياري للكتاب 9789759051884 [التركية].[57]
- Önder Kaya [التركية] (2010). Cumhuriyetin Vitrin Şehri - 3 Devirde İstanbul. Küre Yayınları. ISBN 9789756614914 [التركية].[58]
- Ernst Egli [التركية] (2013). Genç Türkiye İnşa Edilirken - Atatürk'ün Mimarının Anıları. İş Bankası Kültür Yayınları. رقم دولي معياري للكتاب 9786053608530 [التركية].[59]
- Hasan Kuruyazıcı (2008). Osmanlı'dan Cumhuriyet'e Bir Mimar Arif Hikmet Koyunoğlu. Yapı Kredi Yayınları. رقم دولي معياري للكتاب 9789750814877 [التركية].[60]
- Leyla Alpagut (2012). Cumhuriyetin Mimarı Ernst Arnold Egli. Boyut Yayın Grubu. رقم دولي معياري للكتاب 9789752310278 [التركية].[61]
- İlhan Tekeli [التركية] (2009). Cumhuriyetin Belediyecilik Öyküsü (1923-1990). Tarih Vakfı Yurt Yayınları. رقم دولي معياري للكتاب 9789753332262 [التركية].[62]
- Apdullah Kuran (2012). Selçuklular'dan Cumhuriyete Türkiye'de Mimarlık. İş Bankası Kültür Yayınları. رقم دولي معياري للكتاب 9786053606161 [التركية].[63]
- Mete Tapan (2014). Koruma Sorunlarımız. Cumhuriyet Kitapları. رقم دولي معياري للكتاب 9786051400471 [التركية].[64]